# Game Gear
La Game Gear (ゲームギア, Gēmu gia) est une console de jeux vidéo portable en couleurs, sortie en 1990 et produite par Sega afin de concurrencer la Game Boy de Nintendo apparue une année plus tôt.

## Caractéristiques et accueil du public
Au niveau matériel, la Game Gear se rapproche tant de sa grande sœur la Master System (dont elle est l'adaptation en console portable avec quelques différences), que sa ludothèque est composée en grande partie de conversions de jeux faits pour cette dernière avec pour seule différence notable la résolution, plus faible afin d'être adaptée à l'écran de la console portable.
Le Master Gear Converter permet d'utiliser les cartouches de Master System directement sur Game Gear sans qu'il ne soit nécessaire d'émuler le matériel de la console de salon.
La Game Gear est considérée comme un succès commercial, mais sa rivale Game Boy générera des chiffres de vente phénoménaux en comparaison ; elle est donc victime d'une image de marque affaiblie. La Game Gear présentait des faiblesses marquantes face à cette concurrence :
- autonomie relativement faible : 6 piles LR6 permettaient entre 4 heures et 8 heures d'utilisation (selon leur qualité) mais en compensation, la console disposait d'une prise pour être branchée directement sur le secteur, via un adaptateur vendu parmi les accessoires ;
- prix qui était presque le double de celui de la Game Boy, justifié par l'écran couleur rétro-éclairé ; il faudra attendre 1998 pour que Nintendo sorte une console couleur, la Game Boy Color, et 2003 pour une console portable couleur rétro-éclairée, la Game Boy Advance SP

En 2001, Majesco relance la production en acquérant les droits de fabrication auprès de Sega ; cette version n'est cependant pas compatible avec certains accessoires. En 2006, Mediatronic lance la Pocket Gear, une réédition compacte sans cartouches de la console avec une vingtaine de jeux Game Gear et Master System inclus. At Games rachète aussi les droits pour créer une petite console de 30 jeux incluant Sonic Chaos.
Le 3 juin 2020, Sega a annoncé la Game Gear Micro, une mise à jour de la console originale déclinée en quatre versions et coloris, à savoir gris, jaune, bleu et rouge. Chaque coloris de machine dispose de quatre jeux chacun.

## Caractéristiques techniques
Caractéristiques techniques : 
- CPU : Z80 cadencé à 3,58 MHz
- RAM : 8 Ko
- RAM Vidéo : 16 Ko
- Affichage : 160×144 pixels. Deux palettes de 16 couleurs, parmi 4096
- Sprites : 16 au total. 8 maximum par ligne, en 8x8 ou 8x16 pixels
- Écran : LCD couleur de 8,3 cm de diagonale rétroéclairé par tube fluorescent
- Son : 3 signaux carrés + 1 générateur de bruit. Haut-parleur mono ou sortie stéréo sur prise casque.
- Alimentation : 6 piles AA LR6 de 1.5V réparties dans 2 compartiments ou adaptateur secteur 9 volts.
- Périphériques : la Game Gear peut lire les cartouches Master System par le biais d'un adaptateur, ainsi que diffuser les chaînes hertziennes analogiques via le TV Tuner[5].